# Bettye Anne Case
Pour les articles homonymes, voir Case (homonymie).
Bettye Anne Busbee Case est une mathématicienne américaine, professeur émérite Olga Larson de mathématiques à l'université d'État de Floride. Ses recherches mathématiques portent sur les variables complexes ; elle a également publié sur l'enseignement des mathématiques et l'histoire des mathématiques. Elle est éditrice des livres A Century of Mathematical Meetings (American Mathematical Society, 1996) et Complexities: Women in Mathematics (avec Anne M. Leggett, Princeton University Press, 2005).  

## Éducation et carrière
Case est diplômée de l'université de l'Alabama en 1962. Elle a obtenu son doctorat en 1970 de la même université; sa thèse, intitulée On Non-Analytic Functions Related to a System of Partial Differential Equations, a été dirigée par Mario O. González. Elle a enseigné à l'Institut technologique de Floride puis au Tallahassee Community College (en) pendant neuf ans avant de rejoindre la faculté de l'université d'État de Floride en tant que professeure agrégée en 1982.  
Case a été la directrice fondatrice du programme de premier cycle en sciences actuarielles et mathématiques financières à l'université d'État de Floride. Elle est membre active de l'Association for Women in Mathematics et a coordonné leurs réunions lors de conférences sur les mathématiques de 1984 à 2015. 

## Prix et distinctions
L'université d'État de Floride a nommé Case Professeur Olga Larson en 2004. En 2016, l'Association for Women in Mathematics a décerné à Case un Lifetime Service Award en reconnaissance de ses nombreuses décennies de service au sein de l'AWM, en particulier en tant que coordinatrice de réunions et membre de longue date du Comité exécutif,. En 2018, elle a été honorée comme l'une des premières boursières de l'Association for Women in Mathematics. L'université d'État de Floride a une bourse en science actuarielle qui porte son nom.  